# مدرسه علمیه مروی ۲
مدرسه علمیه مروی ۲ در سابق دبیرستان مروی یکی از دبیرستان‌های معروف و قدیمی تهران بود. در ابتدا دبیرستان مروی با مساحتی حدود ۷۰۰۰ متر واقع در کوچه مروی، در دوران رضاشاه تبدیل به دومین دبیرستان تأسیس‌شده در شهر تهران شد. شخصیت‌های برجسته زیادی همچون میرحسین موسوی و جواد فکوری در این دبیرستان تحصیل کردند. دبیرستان مروی از دبیرستان‌های خوب شهر تهران و هم‌ردیف با دبیرستان دارالفنون و ادیب بود. مدرسه مروی در محله شمس‌العماره و کمی آن سوتر مدرسه علمیه مروی واقع شده‌است در دهه هفتاد و هشتاد که این مکان به دست حوزه مروی واگذار شد قسمت هایی از زمین دبیرستان تبدیل به مغازه‌های متعدد شد.
این دبیرستان در ابتدا منزل خان مروی بود که در زمان رضا شاه بعنوان دبیرستان به وزارت فرهنگ و آموزش عالی وقت واگذار گردید و به ثبت میراث فرهنگی رسید.
دبیرستان تاریخی مروی که زمین آن در زمان رضا شاه به دبیرستان تبدیل شده بود در دهه هفتاد و هشتاد شمسی پس از کش و قوس‌های فراوان با سازمان آموزش و پرورش آن زمان به حوزه مروی واگذار و به حوزه تبدیل شد. مدیریت این مدرسه علمیه در حال حاضر بر عهده رضا امیری می‌باشد که از ابتدای سال تحصیلی ۹۷–۱۳۹۶ به دستور تولیت فعلی محمدباقر تحریری به این سمت برگزیده شده‌است. قبل از ایشان حدود ۲ سال مجید خیرآبادی استاد اخلاق و تفسیر و سابق بر ایشان در زمان تولیت محمدرضا مهدوی کنی، محمدمهدی اسلامی استاد حوزه و دانشگاه به مدت ۵ سال مدیریت آن حوزه را بر عهده داشتند.

## بازگشت به حوزه علمیه
مالکیت قانونی این مدرسه در تیرماه ۸۸ در قبال دریافت یک میلیارد و دویست میلیون تومان به حوزه علمیه داده شد. پیش از واگذاری دبیرستان مروی به مدرسه علمیه مروی مدیر این دبیرستان گفته بود که مدیر حوزه علمیه مروی در مجاورت این دبیرستان از دو ماه پیش اعلام کرده که این دبیرستان وقف طلاب علوم دینی بوده و باید تخلیه شده، به مدرسه علمیه مروی تحویل و ملحق شود.
آموزش و پرورش برای واگذاری مدرسه مروی به وقفی بودن آن استناد کرده‌است. این زمین از سوی محمدحسین خان مروی وقف شده، سپس ساختمان آن به صورت غیرقانونی و غیرشرعی توسط رضا شاه بنا شده‌است.
البته بعدها زمین دیگری نیز به مساحت نهصد متر، که به زمین اصلی اش ملحق شده‌است، توسط شخصی به نام صیرفی به آموزش و پرورش اهدا گردیده‌است.

## دانش‌آموختگان سرشناس دبیرستان مروی
- میرحسین موسوی نخست‌وزیر جمهوری اسلامی ایران (۱۳۶۰ تا ۱۳۶۸)
- محمد طراوت اولین رئیس‌جمهور دانش آموزی و اولین فرمانده پلیس یاران جوان تهران بزرگ در سال‌های ۱۳۸۱ تا ۱۳۸۵ - او هم‌اکنون عضو کتابخانه ملی ایران و عضو کانون اهل قلم ایران است.
- جواد فکوری وزیر دفاع کابینه دولت بنی صدر (۱۳۵۹–۱۳۶۰) و فرمانده نیروی هوایی ارتش (خلبان اف-۴ با دوره آموزشی در ایالات متحده آمریکا) و از طراحان عملیات‌های حیاتی جنگ ایران و عراق شامل ایچ۳ (عملیات بزرگ فانتوم‌ها در جهان با ۳۵۰۰ کیلومتر پرواز با ۴ نوبت سوخت‌گیری هوایی به قصد پایگاه الوید در غرب عراق)، اوسیراک (حمله به تأسیسات سلاح اتمی بعث)، کمان ۹۹ و غیره.
- جلال خالقی مطلق استاد زبان و ادبیات فارسی
- محمدعلی فیاض‌بخش رئیس سابق سازمان بهزیستی کشور
- مهدی عراقی رئیس سابق روزنامه کیهان
- عبدالحمید دیالمه نماینده سابق مجلس شورای اسلامی
- جلال آل احمد نویسنده چیره‌دست و بزرگ ایرانی
- محمدعلی نجفی وزیر اسبق آموزش و پرورش و رئیس سازمان میراث فرهنگی و گردشگری
- حمید مولانا استاد برجسته علوم اجتماعی و موسس رشته ارتباطات جهانی در امریکا
- حسین الهی قمشه‌ای:عارف، فیلسوف و ادیب
- مرتضی ممیز گرافیست برجسته کشور
- پرویز تناولی مجسمه‌ساز شهیر ایران
- هادی منافی وزیر بهداشت
- موسی زرگر وزیر بهداشت
- ابوالقاسم حالت طنز نویس
- محمود بروجردی داماد سید روح‌الله خمینی
- ناصر حجازی دروازه‌بان سابق ایران
- سید مهدی الوانی پدر علم مدیریت ایران
- احمد خشوعی ورزشکار
- عبدالباقی درویش استاد خلبان
- فضل‌الله توکل شاعر، آهنگساز
- غلامحسین افشردی